# Schiller-Nationalmuseum

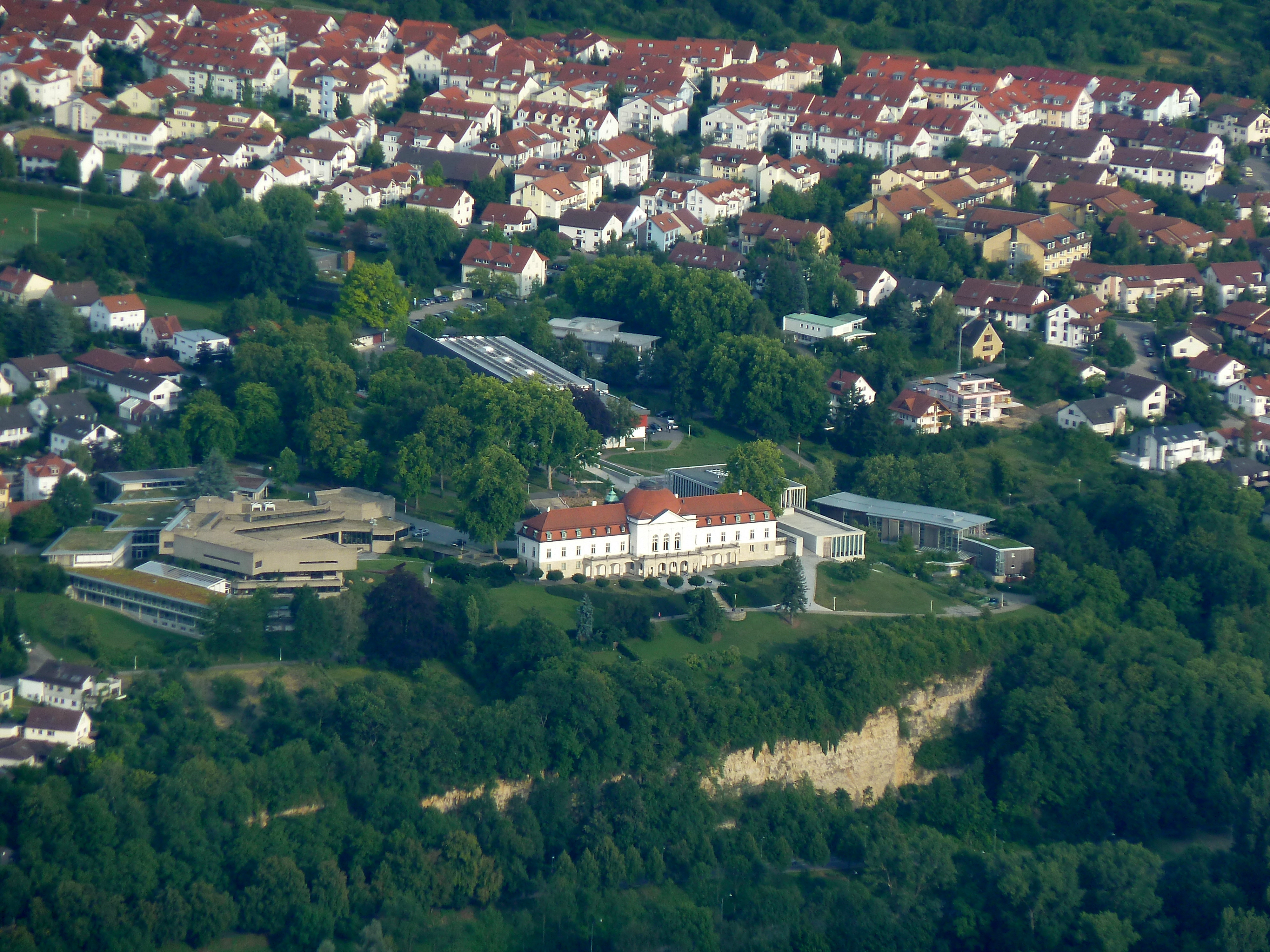
Deutsche Literaturarchiv Marbach, Schiller-Nationalmuseum und Literaturmuseum der Moderne (v. l. n. r.)

Das Schiller-Nationalmuseum ist neben dem Literaturmuseum der Moderne Teil der Literaturmuseen des Deutschen Literaturarchivs Marbach. Es wurde 1903 auf der Schillerhöhe in Marbach am Neckar als Schiller-Archiv und -Museum eröffnet. Es war seit 1895 als Gedenkstätte für den in Marbach geborenen Friedrich Schiller und andere Dichter aus Schwaben vorgesehen und wurde ab 1901 nach den Plänen der Stuttgarter Architekten Ludwig Eisenlohr und Carl Weigle erbaut. 1922 erhielt es den heutigen Namen.

## Schiller-Nationalmuseum und Deutsches Literaturarchiv Marbach
1955 wurde im Schiller-Nationalmuseum das Deutsche Literaturarchiv gegründet, u. a. auch, um der exilierten deutschen Literatur zwischen 1933 und 1945 einen zentralen Ort der Erhaltung und Bewahrung zu geben. Seitdem erstreckt sich das Sammelgebiet des Archivs auf die gesamte deutsche Literatur von der Aufklärung bis zur unmittelbaren Gegenwart.
Das Schiller-Nationalmuseum bildet zusammen mit dem Deutschen Literaturarchiv die einheitliche Institution Deutsches Literaturarchiv Marbach.
Zum 250. Geburtstag von Friedrich Schiller wurde das Museum am 10. November 2009 von Bundespräsident Horst Köhler wiedereröffnet, das für mehr als sechs Millionen Euro saniert wurde. Im Mittelpunkt der neuen Dauerausstellung stehen Leben und Werk Schillers sowie die deutsche Literatur des 18. und 19. Jahrhunderts.

### Träger
Die in der deutschen Museums- und Forschungslandschaft einzigartige Institution Schiller-Nationalmuseum und Deutsches Literaturarchiv wird zwar vom Bund und vom Land Baden-Württemberg wesentlich gefördert, jedoch getragen vom Bürgerverein Deutsche Schillergesellschaft e. V. Diese ging 1947 aus dem 1895 gegründeten Schwäbischen Schillerverein hervor, der es sich zur Aufgabe gemacht hatte, Lebenszeugnisse und Handschriften von Dichtern zu sammeln und auszustellen.

### Ziele
Museum und Archiv verfolgen gemeinsam das Ziel, Texte, Dokumente und Lebenszeugnisse der neueren deutschen Literatur zu sammeln, zu ordnen und für die Forschung bereitzustellen. Die Ergebnisse dieser Forschungs- und Erschließungsarbeiten werden im Museum durch Ausstellungen und Kataloge, im Archiv durch wissenschaftliche Veröffentlichungen und Lese- und Studienausgaben etc. zugänglich gemacht. Im Mittelpunkt stehen die Nachlässe bedeutender Schriftsteller und Gelehrter sowie die Archive von Institutionen und Unternehmen, darunter als wichtigstes Verlagsarchiv des 19. Jahrhunderts das der Cotta’schen Verlagsbuchhandlung.

### Direktor
Der Direktor des Schiller-Nationalmuseums und Deutschen Literaturarchivs wird vom Ausschuss der Deutschen Schillergesellschaft e. V. bestellt. Er ist gleichzeitig Geschäftsführer des Vereins und führt die Beschlüsse von Vorstand, Ausschuss und Mitgliederversammlung durch.
Direktoren waren und sind:
- 1904–1938: Otto Güntter
- 1938–1945: Georg Schmückle
- 1946–1954: Erwin Ackerknecht
- 1954–1985: Bernhard Zeller
- 1985–2004: Ulrich Ott
- 2004–2018: Ulrich Raulff
- seit 2019: Sandra Richter

### Ausstellungen (Auswahl)
Wegen Sanierungsarbeiten gab es bis zum Schillerjahr 2009 keine festen Ausstellungen und somit auch keine Schiller-Ausstellungen.

### Bauten
Der Vorgänger des Museums, Schillers Geburtshaus, wurde bereits 1859 vom Marbacher Schillerverein als museale Gedenkstätte Schillerhaus eröffnet.
Das 1903 eröffnete Schiller-Archiv und -Museum, im Wesentlichen aus privaten Vereinsmitteln erbaut, bekam durch die Erweiterung 1934 seine heutige Gestalt (Nutzfläche 2000 m²). Nach der Gründung des Deutschen Literaturarchivs im Museum im Jahr 1955 wurden eröffnet:
- 1973 Der Neubau des Deutschen Literaturarchivs (Nutzfläche 6000 m²; Architekten: Elisabeth Kiefner und Jörg Kiefner);
- 1980 die Magazinbauten unter dem Museumsvorplatz mit unterirdischen Verbindungen von Museum und Archiv (Nutzfläche 1300 m²);
- 1993 das Collegienhaus für forschende Gäste aus aller Welt, finanziert hauptsächlich aus mäzenatischen Mitteln, mit 30 Zimmern mit 60 Betten (2000 m²);
- 1994 der Erweiterungsbau des Deutschen Literaturarchivs mit baulicher Trennung von Studienbereich und Tagungsbereich (6000 m²);
- 2006 das Literaturmuseum der Moderne, das sich auf über 1000 m² der deutschsprachigen Literatur des 20. und 21. Jahrhunderts widmet.

### Arbeitsstellen und Projekte
Dem Schiller-Nationalmuseum und Deutschen Literaturarchiv sind folgende Arbeitsstellen und Projekte angegliedert:
- Arbeitsstelle für die Erforschung und Geschichte der Germanistik mit den Arbeitsschwerpunkten: Publikationen, Nachlässe, Marbach-Stipendien
- Arbeitsstelle für literarische Museen, Archive und Gedenkstätten in Baden-Württemberg
- Internationales Germanistenlexikon
- Mörike-Archiv, das die kritische Ausgabe der Werke und Briefe Eduard Mörikes herausgibt.
- Projekt zur vollständigen wissenschaftlichen Hybrid-Edition der Tagebücher von Harry Graf Kessler

### Entstehung und Geschichte / Literatur
Umfassende Informationen und Literaturhinweise hierzu, auch zur Vorgeschichte im 19. Jahrhundert, hält der Artikel Deutsches Literaturarchiv Marbach bereit.